# Nottingham Forest Football Club 2016-2017
Questa voce raccoglie le informazioni riguardanti il Nottingham Forest Football Club nelle competizioni ufficiali della stagione 2016–2017.

## Stagione
La stagione 2016-2017 è la 151ª stagione del club e nona stagione consecutiva in Championship dai tempi della loro promozione nella stagione 2007-2008. Oltre a giocare la Championship, il Forest partecipa anche alle due coppe inglesi, la FA Cup e la EFL Cup.
Il 18 maggio 2017, viene completato il passaggio di proprietà del Nottingham Forest Football Club da Fawaz Al-Hasawi ad un consorzio greco, capitanato dal proprietario dell'Olympiacos e magnate delle spedizioni Evangelos Marinakis. Marinakis ha completato l'accordo in partnership con Sokratis Kominakis; il duo ha immediatamente annunciato le nomine dell'avvocato sportivo Nicholas Randall come presidente, l'amministratore delegato dell'Olympiacos Loannis Vrentzos come amministratore delegato e David Cook, ex Celtic ed Everton, come direttore commerciale.

## Maglie e sponsor
Lo sponsor tecnico per la stagione 2016-2017 è la tedesca Adidas, mentre lo sponsor ufficiale è il bookmaker online 888sport.
|  | Casa | Trasferta | Portiere |

## Rosa
Rosa e numerazione sono aggiornati al 22 maggio 2017.
| N. |                         | Ruolo | Calciatore         |
| -- | ----------------------- | ----- | ------------------ |
| 2  | Stati Uniti (bandiera)  | D     | Eric Lichaj        |
| 3  | Spagna (bandiera)       | D     | Daniel Pinillos    |
| 4  | Inghilterra (bandiera)  | D     | Michael Mancienne  |
| 5  | Inghilterra (bandiera)  | D     | Matthew Mills      |
| 6  | Senegal (bandiera)      | D     | Armand Traoré      |
| 7  | Inghilterra (bandiera)  | A     | Matty Fryatt       |
| 8  | Inghilterra (bandiera)  | C     | Chris Cohen        |
| 9  | RD del Congo (bandiera) | A     | Britt Assombalonga |
| 10 | Portogallo (bandiera)   | C     | João Teixeira      |
| 11 | Inghilterra (bandiera)  | C     | Ben Osborn         |
| 12 | Italia (bandiera)       | A     | Nicolao Dumitru    |
| 13 | Scozia (bandiera)       | D     | Daniel Fox         |
| 14 | Inghilterra (bandiera)  | C     | Aaron Tshibola     |
| 16 | Inghilterra (bandiera)  | A     | Zach Clough        |
| 17 | Portogallo (bandiera)   | D     | Hildeberto Pereira |
| 18 | Gambia (bandiera)       | C     | Mustapha Carayol   |

| N. |                        | Ruolo | Calciatore         |
| -- | ---------------------- | ----- | ------------------ |
| 20 | Portogallo (bandiera)  | C     | Licá               |
| 21 | Stati Uniti (bandiera) | C     | Gboly Ariyibi      |
| 22 | Svizzera (bandiera)    | C     | Pajtim Kasami      |
| 24 | Galles (bandiera)      | C     | David Vaughan      |
| 25 | Inghilterra (bandiera) | D     | Jack Hobbs         |
| 26 | Bulgaria (bandiera)    | P     | Dimităr Evtimov    |
| 27 | Polonia (bandiera)     | D     | Damien Perquis     |
| 28 | Finlandia (bandiera)   | D     | Thomas Lam         |
| 30 | Irlanda (bandiera)     | P     | Stephen Henderson  |
| 38 | Serbia (bandiera)      | P     | Vladimir Stojković |
| 39 | Grecia (bandiera)      | A     | Apostolos Vellios  |
| 41 | Inghilterra (bandiera) | C     | Matty Cash         |
| 42 | Inghilterra (bandiera) | D     | Joe Worrall        |
| 43 | Inghilterra (bandiera) | P     | Jordan Smith       |
| 45 | Inghilterra (bandiera) | A     | Ben Brereton       |
| 50 | Scozia (bandiera)      | A     | Ross McCormack     |

## Calciomercato

### Sessione estiva(dall'1/7 all'1/9)
| Acquisti | Acquisti           | Acquisti      | Acquisti   |
| R.       | Nome               | da            | Modalità   |
| -------- | ------------------ | ------------- | ---------- |
| A        | Apostolos Vellios  | Īraklīs       | definitivo |
| D        | Thomas Lam         | svincolato    | definitivo |
| P        | Stephen Henderson  | svincolato    | definitivo |
| D        | Damien Perquis     | svincolato    | definitivo |
| D        | Hildeberto Pereira | Benfica       | prestito   |
| D        | Armand Traoré      | svincolato    | definitivo |
| C        | Pajtim Kasami      | Olympiacos    | prestito   |
| P        | Vladimir Stojković | Maccabi Haifa | definitivo |
| A        | Nicolao Dumitru    | Napoli        | prestito   |
| C        | Mustapha Carayol   | svincolato    | definitivo |
| C        | Licá               | Porto         | definitivo |
| C        | Nicklas Bendtner   | svincolato    | definitivo |

| Cessioni | Cessioni          | Cessioni       | Cessioni                 |
| R.       | Nome              | a              | Modalità                 |
| -------- | ----------------- | -------------- | ------------------------ |
| C        | Chris Burke       |                | svincolato               |
| C        | Josh Rees         |                | svincolato               |
| C        | Robert Tesche     |                | svincolato               |
| D        | Kelvin Wilson     |                | svincolato               |
| C        | Andy Reid         |                | ritirato                 |
| P        | Dorus de Vries    | Celtic         | definitivo               |
| C        | Jamie Paterson    | Bristol City   | definitivo               |
| C        | Oliver Burke      | RB Lipsia      | definitivo               |
| A        | Tyler Walker      | Stevenage      | prestito                 |
| P        | Dimităr Evtimov   | Olhanense      | prestito                 |
| A        | Jamie Ward        | Burton Albion  | prestito                 |
| D        | Alex Iacovitti    | Mansfield Town | prestito                 |
| A        | Lars Veldwijk     | Kortrijk       | definitivo               |
| A        | Dexter Blackstock | Rotherham Utd  | risoluzione contrattuale |

### Sessione invernale(dal 4/1 al 1/2)
| Acquisti | Acquisti        | Acquisti      | Acquisti      |
| R.       | Nome            | da            | Modalità      |
| -------- | --------------- | ------------- | ------------- |
| P        | Dimităr Evtimov | Olhanense     | fine prestito |
| A        | Jamie Ward      | Burton Albion | fine prestito |
| C        | Aaron Tshibola  | Aston Villa   | prestito      |
| C        | João Teixeira   | Benfica       | prestito      |
| A        | Zach Clough     | Bolton        | definitivo    |
| C        | Gboly Ariyibi   | Chesterfield  | definitivo    |
| A        | Ross McCormack  | Aston Villa   | prestito      |

| Cessioni | Cessioni         | Cessioni          | Cessioni   |
| R.       | Nome             | a                 | Modalità   |
| -------- | ---------------- | ----------------- | ---------- |
| A        | Tyler Walker     | Port Vale         | prestito   |
| C        | Henri Lansbury   | Aston Villa       | definitivo |
| P        | Tim Erlandsson   | AFC Eskilstuna    | prestito   |
| A        | Gerry McDonagh   | Cambridge Utd     | prestito   |
| C        | Jorge Grant      | Notts County      | prestito   |
| C        | Ryan Yates       | Notts County      | prestito   |
| C        | Licá             | Estoril Praia     | prestito   |
| A        | James Thorne     | Macclesfield Town | prestito   |
| P        | Jordan Wright    | Alfreton Town     | prestito   |
| A        | Nicklas Bendtner | Rosenborg         | definitivo |

## Risultati

### Championship
| Arbitro: | Andy Woolmer |

|                                         |           |                               |
| Assombalonga 23’, 77’ Lam 45’ Burke 49’ | Marcatori | 27’ Akins 30’ Dyer 90’ Naylor |

| Arbitro: | Andrew Madley |

|                               |           |  |
| Knockaert 36’ Murray 68’, 82’ | Marcatori |  |

| Arbitro: | Tim Robinson |

|           |           |                  |
| Hogan 28’ | Marcatori | 60’, 87’ Perquis |

| Arbitro: | James Linington |

|                                           |           |                           |
| Assombalonga 6’ Burke 53’, 78’ Lam 90'+3’ | Marcatori | 11’ Jacobs 65’, 86’ Grigg |

| Arbitro: | Geoff Eltringham |

|                                  |           |              |
| Kasami 16’ Perquis 71’ Burke 90’ | Marcatori | 83’ Phillips |

| Arbitro: | Simon Hooper |

|                           |           |                                               |
| McCormack 72’ Gestede 74’ | Marcatori | 57’ Vellios · 87’ Lansbury · 87’, 88’ Pereira |

| Arbitro: | Peter Bankes |

|                                   |           |                       |
| Taylor 30’, 87’ · Fisher 74’, 83’ | Marcatori | 76’ Mills 85’ Vellios |

| Arbitro: | Chris Kavanagh |

|             |           |                        |
| Vellios 39’ | Marcatori | 51’ Howson 66’ Dorrans |

| Arbitro: | Kevin Friend |

|              |           |              |
| Lansbury 35’ | Marcatori | 65’, 90’ Lee |

| Arbitro: | Darren Bond |

|              |           |             |
| Bendtner 60’ | Marcatori | 72’ Cairney |

| Arbitro: | Scott Duncan |

|                          |           |             |
| Abraham 65’ Paterson 69’ | Marcatori | 33’ Vellios |

| Arbitro: | Jeremy Simpson |

|                                    |           |                |
| Lichaj 33’ Vellios 63’ Pereira 83’ | Marcatori | 72’ Jutkiewicz |

| Arbitro: | Tim Robinson |

|                   |           |                               |
| Gallagher 11’ 44’ | Marcatori | 90’ Perquis · 9’, 90’ Pereira |

| Arbitro: | Andy Woolmer |

|                               |           |                          |
| Lam 58’ · Lansbury 90’ (rig.) | Marcatori | 28’ Gunnarsson 39’ Ralls |

| Arbitro: | Andy Davies |

|                         |           |  |
| McCleary 10’ Gunter 62’ | Marcatori |  |

| Arbitro: | Keith Stroud |

|                                     |           |                            |
| Assombalonga 38’ · Pereira 65’, 71’ | Marcatori | 11’, 34’ Henry · 85’ Sylla |

| Arbitro: | Peter Bankes |

|  |           |                     |
|  | Marcatori | 1’ 45’ Assombalonga |

| Arbitro: | Oliver Langford |

|                              |           |                                                    |
| Winnall 5’ · Watkins 14’ 66’ | Marcatori | 13’ 45’ 82’ (rig.) Lansbury 24’ Vellios 63’ Osborn |

| Arbitro: | Steve Martin |

|                                                       |           |                                           |
| Bendtner 33', 52’ Lansbury 45+3' Lascelles 86’ (aut.) | Marcatori | 33’ Shelvey · 45’ Ritchie · 45+1’ Dummett |

| Arbitro: | Chris Kavanagh |

|                                         |           |  |
| Bendtner 33’ (aut.) Ince 55’ Hughes 64’ | Marcatori |  |

| Arbitro: | Scott Duncan |

|                                                      |           |                                 |
| Howson 10’ Murphy 16’ Hoolahan 18’ Pritchard 61’ 89’ | Marcatori | 45’, 70’ Lichaj · 75’ McCormack |

| Arbitro: | James Linington |

|                                         |           |                        |
| Cairney 30’ Piazon 33’ Hobbs 72’ (aut.) | Marcatori | 2’ Kasami 47’ Brereton |

| Arbitro: | Andrew Madley |

|            |           |                         |
| Osborn 60’ | Marcatori | 28’ Abdi 53’ Forestieri |

| Wigan 25 febbraio 2017, ore 15:00 GMT 34ª giornata | Wigan            | 0 – 0 referto | Nottingham Forest | DW Stadium (11,254 spett.)\| Arbitro: \| Geoff Eltringham \| |
| Arbitro:                                           | Geoff Eltringham |               |                   |                                                              |

| Arbitro: | Oliver Langford |

|                                  |           |  |
| Clough 60’ 90’ (rig.) Osborn 89’ | Marcatori |  |

| Arbitro: | Tim Robinson |

|                         |           |                       |
| Brereton 82’ Clough 90’ | Marcatori | 17’ 55’ Vibe 68’ Jota |

| Arbitro: | Keith Stroud |

|             |           |  |
| Woodrow 26’ | Marcatori |  |

| Arbitro: | Peter Bankes |

|                        |           |                      |
| Clough 5’ Pinillos 90’ | Marcatori | 48’ Vydra 53’ Nugent |

| Arbitro: | Darren Bond |

|             |           |                  |
| McGeady 53’ | Marcatori | 22’ Assombalonga |

| Arbitro: | James Linington |

|           |           |              |
| Dicko 62’ | Marcatori | 56’, 90’ Fox |

| Arbitro: | Tim Robinson |

|                     |           |  |
| Lichaj 32’ Ward 57’ | Marcatori |  |

| Arbitro: | Roger East |

|  |           |           |
|  | Marcatori | 78’ Hoban |

| Arbitro: | Andrew Madley |

|                |           |  |
| Gunnarsson 70’ | Marcatori |  |

| Arbitro: | Geoff Eltringham |

|                                  |           |                     |
| Assombalonga 31’ 47’ Carayol 54’ | Marcatori | 58’, 74’ Kermorgant |

| Arbitro: | James Linington |

|                          |           |  |
| Washington 49’ Lynch 60’ | Marcatori |  |

| Arbitro: | Andy Davies |

|                                       |           |  |
| Assombalonga 43’ (rig.) 69’ Cohen 57’ | Marcatori |  |

### FA Cup
| Arbitro: | Oliver Langford |

|                         |           |  |
| Grigg 45’ Wildschut 57’ | Marcatori |  |

### English Football League Cup
| Arbitro: | Andy Haines |

|                |           |                      |
| Mandeville 70’ | Marcatori | 10’ Vaughan 90’ Ward |

| Arbitro: | Gavin Ward |

|              |           |                           |
| Williams 77’ | Marcatori | 35’ Paterson 87’ Veldwijk |

| Arbitro: | Paul Tierney |

|  |           |                                                 |
|  | Marcatori | 23’ Xhaka 60’, 71’ Lucas 90’ Oxlade-Chamberlain |

## Statistiche

### Statistiche di squadra
Statistiche aggiornate al 7 maggio 2017.
| Competizione | Punti | In casa | In casa | In casa | In casa | In casa | In casa | In trasferta | In trasferta | In trasferta | In trasferta | In trasferta | In trasferta | Totale | Totale | Totale | Totale | Totale | Totale | D.R. |
| Competizione | Punti | G       | V       | N       | P       | Gf      | Gs      | G            | V            | N            | P            | Gf           | Gs           | G      | V      | N      | P      | Gf     | Gs     | D.R. |
| ------------ | ----- | ------- | ------- | ------- | ------- | ------- | ------- | ------------ | ------------ | ------------ | ------------ | ------------ | ------------ | ------ | ------ | ------ | ------ | ------ | ------ | ---- |
| Championship | 51    | 23      | 12      | 4       | 7       | 42      | 30      | 23           | 2            | 5            | 16           | 20           | 42           | 46     | 14     | 9      | 23     | 62     | 72     | -10  |
| FA Cup       | -     | 0       | 0       | 0       | 0       | 0       | 0       | 1            | 0            | 0            | 1            | 0            | 2            | 1      | 0      | 0      | 1      | 0      | 2      | -2   |
| EFL Cup      | -     | 1       | 0       | 0       | 1       | 0       | 4       | 2            | 2            | 0            | 0            | 4            | 2            | 3      | 2      | 0      | 1      | 4      | 6      | -2   |
| Totale       | 51    | 24      | 12      | 4       | 8       | 42      | 34      | 26           | 4            | 5            | 17           | 24           | 46           | 50     | 16     | 9      | 25     | 66     | 80     | -14  |

### Andamento in campionato
| Giornata  | 1 | 2  | 3  | 4  | 5 | 6  | 7  | 8  | 9  | 10 | 11 | 12 | 13 | 14 | 15 | 16 | 17 | 18 | 19 | 20 | 21 | 22 | 23 | 24 | 25 | 26 | 27 | 28 | 29 | 30 | 31 | 32 | 33 | 34 | 35 | 36 | 37 | 38 | 39 | 40 | 41 | 42 | 43 | 44 | 45 | 46 |
| --------- | - | -- | -- | -- | - | -- | -- | -- | -- | -- | -- | -- | -- | -- | -- | -- | -- | -- | -- | -- | -- | -- | -- | -- | -- | -- | -- | -- | -- | -- | -- | -- | -- | -- | -- | -- | -- | -- | -- | -- | -- | -- | -- | -- | -- | -- |
| Luogo     | C | T  | T  | C  | C | T  | T  | C  | T  | C  | T  | C  | T  | C  | T  | C  | T  | T  | C  | T  | C  | C  | T  | T  | C  | T  | C  | T  | C  | C  | T  | T  | C  | T  | C  | C  | T  | C  | T  | T  | C  | C  | T  | C  | T  | C  |
| Risultato | V | P  | P  | V  | V | N  | N  | P  | P  | N  | P  | V  | P  | P  | P  | N  | V  | V  | V  | P  | N  | P  | P  | P  | P  | N  | V  | P  | V  | V  | P  | P  | P  | N  | V  | P  | P  | N  | N  | P  | V  | P  | P  | V  | P  | V  |
| Posizione | 4 | 16 | 19 | 11 | 7 | 10 | 10 | 13 | 15 | 15 | 18 | 15 | 15 | 19 | 20 | 20 | 18 | 17 | 13 | 16 | 16 | 17 | 18 | 18 | 20 | 20 | 19 | 19 | 19 | 16 | 18 | 18 | 19 | 19 | 18 | 18 | 20 | 20 | 20 | 20 | 19 | 20 | 21 | 20 | 21 | 21 |

Fonte: (EN) Nottingham Forest fixtures and results, su nottinghamforest.co.uk, Nottingham Forest F.C..
Legenda:

Luogo: C = Casa; T = Trasferta. Risultato: V = Vittoria; N = Pareggio; P = Sconfitta.

### Statistiche dei giocatori
Statistiche aggiornate al 7 maggio 2017.
I giocatori i cui nomi sono in corsivo, sono stati mandati in prestito in altri club durante il corso della stagione.

I giocatori i cui nomi sono in grassetto, hanno lasciato il club definitivamente dopo aver preso parte ad almeno una partita durante questa stagione.
| Giocatore       | Championship | Championship | Championship | Championship | FA Cup   | FA Cup | FA Cup      | FA Cup     | EFL Cup  | EFL Cup | EFL Cup     | EFL Cup    | Totale   | Totale | Totale      | Totale     |
| Giocatore       | Presenze     | Reti         | Ammonizioni  | Espulsioni   | Presenze | Reti   | Ammonizioni | Espulsioni | Presenze | Reti    | Ammonizioni | Espulsioni | Presenze | Reti   | Ammonizioni | Espulsioni |
| --------------- | ------------ | ------------ | ------------ | ------------ | -------- | ------ | ----------- | ---------- | -------- | ------- | ----------- | ---------- | -------- | ------ | ----------- | ---------- |
| D. de Vries     | 1            | 0            | 0            | 0            | 0        | 0      | 0           | 0          | 0        | 0       | 0           | 0          | 1        | 0      | 0           | 0          |
| E. Lichaj       | 41           | 2            | 9            | 1            | 1        | 0      | 0           | 0          | 3        | 0       | 0           | 0          | 45       | 2      | 9           | 1          |
| D. Pinillos     | 16           | 1            | 1            | 0            | 0        | 0      | 0           | 0          | 0        | 0       | 0           | 0          | 16       | 1      | 1           | 0          |
| M. Mancienne    | 28           | 0            | 3            | 1            | 1        | 0      | 0           | 0          | 1        | 0       | 0           | 0          | 30       | 0      | 3           | 1          |
| M. Mills        | 27           | 1            | 8            | 1            | 0        | 0      | 0           | 0          | 3        | 0       | 0           | 0          | 30       | 1      | 8           | 1          |
| A. Traoré       | 12           | 0            | 2            | 0            | 0        | 0      | 0           | 0          | 1        | 0       | 0           | 0          | 13       | 0      | 2           | 0          |
| M. Fryatt       | 0            | 0            | 0            | 0            | 0        | 0      | 0           | 0          | 0        | 0       | 0           | 0          | 0        | 0      | 0           | 0          |
| C. Cohen        | 20           | 1            | 3            | 0            | 0        | 0      | 0           | 0          | 2        | 0       | 1           | 0          | 22       | 1      | 4           | 0          |
| B. Assombalonga | 32           | 14           | 0            | 0            | 1        | 0      | 0           | 0          | 0        | 0       | 0           | 0          | 33       | 14     | 0           | 0          |
| H. Lansbury     | 17           | 6            | 8            | 0            | 0        | 0      | 0           | 0          | 2        | 0       | 1           | 0          | 19       | 6      | 9           | 0          |
| J. Teixeira     | 0            | 0            | 0            | 0            | 0        | 0      | 0           | 0          | 0        | 0       | 0           | 0          | 0        | 0      | 0           | 0          |
| B. Osborn       | 46           | 4            | 7            | 0            | 1        | 0      | 0           | 0          | 2        | 0       | 0           | 0          | 49       | 4      | 7           | 0          |
| N. Dumitru      | 10           | 1            | 1            | 0            | 1        | 0      | 0           | 0          | 1        | 0       | 0           | 0          | 12       | 1      | 1           | 0          |
| D. Fox          | 23           | 0            | 9            | 1            | 0        | 0      | 0           | 0          | 0        | 0       | 0           | 0          | 23       | 0      | 9           | 1          |
| N. Bendtner     | 15           | 2            | 0            | 0            | 1        | 0      | 0           | 0          | 1        | 0       | 1           | 0          | 17       | 2      | 1           | 0          |
| L. Veldwijk     | 1            | 0            | 0            | 0            | 0        | 0      | 0           | 0          | 2        | 1       | 0           | 0          | 3        | 1      | 0           | 0          |
| A. Tshibola     | 4            | 0            | 1            | 0            | 0        | 0      | 0           | 0          | 0        | 0       | 0           | 0          | 4        | 0      | 1           | 0          |
| Z. Clough       | 14           | 4            | 0            | 0            | 0        | 0      | 0           | 0          | 0        | 0       | 0           | 0          | 14       | 4      | 0           | 0          |
| H. Pereira      | 22           | 2            | 7            | 3            | 1        | 0      | 1           | 0          | 2        | 0       | 1           | 0          | 25       | 2      | 9           | 3          |
| M. Carayol      | 19           | 1            | 0            | 0            | 1        | 0      | 0           | 0          | 1        | 0       | 0           | 0          | 21       | 1      | 0           | 0          |
| J. Ward         | 18           | 1            | 5            | 0            | 0        | 0      | 0           | 0          | 2        | 1       | 1           | 0          | 20       | 2      | 6           | 0          |
| Licá            | 5            | 0            | 0            | 0            | 1        | 0      | 0           | 0          | 1        | 0       | 0           | 0          | 7        | 0      | 0           | 0          |
| G. Ariyibi      | 0            | 0            | 0            | 0            | 0        | 0      | 0           | 0          | 0        | 0       | 0           | 0          | 0        | 0      | 0           | 0          |
| J. Paterson     | 1            | 0            | 0            | 0            | 0        | 0      | 0           | 0          | 2        | 1       | 0           | 0          | 3        | 1      | 0           | 0          |
| P. Kasami       | 25           | 2            | 3            | 0            | 0        | 0      | 0           | 0          | 2        | 0       | 0           | 0          | 27       | 2      | 3           | 0          |
| D. Vaughan      | 31           | 0            | 4            | 0            | 0        | 0      | 0           | 0          | 2        | 1       | 0           | 0          | 33       | 1      | 4           | 0          |
| J. Hobbs        | 8            | 0            | 2            | 0            | 1        | 0      | 1           | 0          | 0        | 0       | 0           | 0          | 9        | 0      | 3           | 0          |
| D. Evtimov      | 0            | 0            | 0            | 0            | 0        | 0      | 0           | 0          | 0        | 0       | 0           | 0          | 0        | 0      | 0           | 0          |
| D. Perquis      | 17           | 2            | 3            | 1            | 0        | 0      | 0           | 0          | 2        | 0       | 0           | 0          | 19       | 2      | 3           | 1          |
| T. Lam          | 19           | 2            | 6            | 1            | 1        | 0      | 0           | 0          | 1        | 0       | 0           | 0          | 21       | 2      | 6           | 1          |
| S. Henderson    | 12           | 0            | 1            | 0            | 1        | 0      | 0           | 0          | 2        | 0       | 0           | 0          | 15       | 0      | 1           | 0          |
| T. Walker       | 0            | 0            | 0            | 0            | 0        | 0      | 0           | 0          | 0        | 0       | 0           | 0          | 0        | 0      | 0           | 0          |
| O. Burke        | 5            | 4            | 1            | 0            | 0        | 0      | 0           | 0          | 2        | 0       | 0           | 0          | 7        | 4      | 1           | 0          |
| J. Grant        | 6            | 0            | 0            | 0            | 0        | 0      | 0           | 0          | 0        | 0       | 0           | 0          | 6        | 0      | 0           | 0          |
| V. Stojković    | 20           | 0            | 1            | 0            | 0        | 0      | 0           | 0          | 1        | 0       | 0           | 0          | 21       | 0      | 1           | 0          |
| A. Vellios      | 28           | 6            | 3            | 0            | 1        | 0      | 0           | 0          | 2        | 0       | 1           | 0          | 31       | 6      | 4           | 0          |
| A. Iacovitti    | 2            | 0            | 1            | 0            | 0        | 0      | 0           | 0          | 0        | 0       | 0           | 0          | 2        | 0      | 1           | 0          |
| M. Cash         | 28           | 0            | 4            | 0            | 1        | 0      | 0           | 0          | 1        | 0       | 0           | 0          | 30       | 0      | 4           | 0          |
| J. Worrall      | 21           | 0            | 1            | 0            | 0        | 0      | 0           | 0          | 0        | 0       | 0           | 0          | 21       | 0      | 1           | 0          |
| J. Smith        | 15           | 0            | 0            | 0            | 0        | 0      | 0           | 0          | 0        | 0       | 0           | 0          | 15       | 0      | 0           | 0          |
| B. Brereton     | 18           | 3            | 1            | 0            | 0        | 0      | 0           | 0          | 0        | 0       | 0           | 0          | 18       | 3      | 1           | 0          |
| J. Thorne       | 0            | 0            | 0            | 0            | 0        | 0      | 0           | 0          | 1        | 0       | 1           | 0          | 1        | 0      | 1           | 0          |
| A. Ahmedhodžić  | 1            | 0            | 0            | 0            | 0        | 0      | 0           | 0          | 0        | 0       | 0           | 0          | 1        | 0      | 0           | 0          |
| R. McCormack    | 7            | 1            | 0            | 0            | 0        | 0      | 0           | 0          | 0        | 0       | 0           | 0          | 7        | 1      | 0           | 0          |